# Marcello D'Arrigo
Marcello D'Arrigo (Messina, 1962 o 1963) è un mafioso italiano, considerato uno dei principali boss mafiosi di Messina durante gli anni 2000.

## Biografia
Non ci sono dati certi sulla sua data di nascita, ma si sa che al momento dell'arresto nel 2014 aveva 51 anni.
Coinvolto in attività mafiose sin dagli anni '90, è considerato uno dei maggiori esponenti della criminalità organizzata messinese negli anni 2000. In particolare era considerato il reggente del clan Spartà quando Giacomo Spartà si trovava in carcere. Il procuratore di messina Guido Lo Forte si espresse sulla pericolosità di D'Arrigo, definendolo "un uomo di grande intelligenza e spessore criminale".
Nel 2005 fu tra i mandanti dell'omicidio di Stefano Marchese, organizzato insieme al killer Gaetano Barbera ed eseguito dallo stesso Barbera, per spodestare il boss Minardi (di cui Stefano Marchese era uno dei fedeli), nuovo reggente del clan di Giostra dopo gli arresti dei ben più noti boss: Puccio Gatto, Mario Marchese, Luigi Galli e Giuseppe Galli. Il movente è stata la trama espansionistica di Minardi verso altre zone della città e l'esclusione di Barbera da alcune attività illecite del clan di Giostra. L'omicidio venne compiuto tramite un agguato teso da una moto rubata. Stefano Marchese fu ucciso da 4 colpi alla schiena e 2 alla testa. Su decisione di D'Arrigo, la moto rubata con cui fu teso l'agguato, è stata posizionata di fronte casa del boss detenuto Puccio Gatto, come segnale da rendere visibile a tutte le cosche della città.
Marcello D'Arrigo si dimostrò abile e carismatico nel comando anche dopo la detenzione. Furono infatti trovate nel corso dell'operazione "Epistola" svoltasi nel 2007, delle lettere in cui il boss spiegava nel dettaglio verso chi compiere le estorsioni e come compierle. In tali "pizzini" spiegò anche le modalità con cui doveva avvenire lo spaccio di droga nella zona sud di Messina.
Nel 2008 si svolse l'operazione "Case Basse" che individuò un "triumvirato" tra D'Arrigo, Barbera e Daniele Santovito, al comando di un nuovo clan. I boss impartivano ordini dal carcere, dirigendo estorsioni, spaccio e ordinando un'uccisione, che fortunatamente fu impedita dalle forze dell'ordine grazie ad un'intercettazione e ad una retata di arresti. La vittima di tale ordine di uccisione, doveva essere Antonio Spartà, fratello del boss Giacomo Spartà, che D'Arrigo, Barbera e Santovito volevano spodestare. Al nuovo sodalizio fu contestata l'associazione mafiosa finalizzata all’estorsione, alla detenzione illegale di esplosivo, di armi comuni da sparo e da guerra (in particolare un kalashnicov e due fucili) e spaccio di stupefacenti.
Dal 2014 si trova definitivamente in carcere in quanto gli sono stati commutati più ergastoli.